# Role Models
Role Models is een Amerikaanse filmkomedie uit 2008 onder regie van David Wain.

## Verhaal
De 35-jarige Danny Donahue (Paul Rudd) en Anson- 'zeg maar Wheeler ' - (Seann William Scott) werken samen als vertegenwoordigers voor het energiedrankje Minotaur. Dit houdt in dat ze praatjes houden voor scholieren, waarbij ze de hen vertellen van drugs af te blijven en in plaats daarvan Minotaur te drinken. Danny doet dit inmiddels tien jaar en heeft een gruwelijke hekel aan zijn werk. Wheeler ziet het daarentegen als de ideale baan, want hij kan naast zijn baan het feestbeest uit blijven hangen. Danny gruwelt niet alleen van zijn baan, maar ook van mensen die turbo- of typische reclametaal gebruiken in gesprekken en schroomt er niet voor ze dit recht in hun gezicht duidelijk te maken. Zijn vriendin Beth (Elizabeth Banks) kijkt een stuk positiever tegen het leven aan en krijgt genoeg van Danny's cynisme. Op het moment dat hij haar ten huwelijk komt vragen, zegt zij nee en deelt ze hem juist mee dat ze na zeven jaar samen bij hem weggaat. Flink chagrijnig vertelt Danny vervolgens aan de volgende schoolklas waarvoor hij moet spreken dat het leven rot is en Minotaur vergif. Daarna stapt hij met Wheeler in de auto en geeft gas, ondanks dat hij weet dat hij vastgehaakt zit aan een sleepwagen. De rit eindigt een paar meter verderop met de wagen diagonaal op de schoolfontein.
Danny en Wheeler worden veroordeeld tot 30 dagen gevangenisstraf, maar Beth weet vanuit haar functie als advocate de rechter zover te krijgen dat hij het vonnis omzet in 150 uur werkstraf. Deze moet het tweetal vervullen bij de stichting Sturdy Wings, waar volwassenen ieder een kind krijgen toegewezen om tijd mee te besteden, zodat die aandacht krijgen en een positief rolmodel hebben om van te leren. Aan het hoofd hiervan staat ex-drugsverslaafde Gayle Sweeny (Jane Lynch). Zij ziet erop toe dat de begeleiders (de ' bigs ') hun taak voor de kinderen (de ' littles ') goed vervullen. Na voorgesteld te zijn aan hun littles heeft Danny er totaal geen zin in, maar Wheeler haalt hem over het toch te doen omdat hij vreest verkracht te worden in de gevangenis. Daarom gaat Danny aan de slag met de voor Sturdy Wings ouder dan gemiddelde tiener Augie Farks (Christopher Mintz-Plasse), die helemaal idolaat is van het spelen van LAIRE, een Middeleeuwse roleplaying game waarmee hij vrijwel alleen maar bezig is. Aan enige sociale omgang buiten LAIRE doet hij amper tot niet en hij is voor zijn leeftijd nog vrij kinds. Wheeler krijgt te maken met het jongetje Ronnie Shields (Bobb'e J. Thompson), die constant grove en flink seksueel getinte taal uitslaat. Tijdens de eerste ontmoeting krijgt Wheeler meteen te zien wat voor vlees hij in de kuip heeft wanneer het jongetje hem buitensluit uit zijn eigen auto en daarmee een eindje gaat rijden.
Wheeler gaat ook kennismaken met Ronnies moeder Karen (Nicole Randall Johnson), een zelfbewuste doch vriendelijke alleenstaande moeder die hem dankbaar is voor het tijd besteden aan haar zoon. Ronnie heeft al tijden geen vaderfiguur meer in zijn leven gehad. Danny gaat op zijn beurt langs bij Augie's moeder Lynette (Kerri Kenney) en stiefvader Jim Stansel (Ken Marino). Hij is er al snel uit dat hij deze mensen totaal niet mag en waarom Augie zich zo terugtrekt in zijn eigen wereldje. Ze noemen Augie abnormaal en kraken zijn grote hobby af waar hij bijzit. Hoewel Danny ook weinig wil weten van de roleplaying game waar Augie dagelijks naartoe wil, kraakt hij de jongen ook niet af om wat hij leuk vindt. Wel probeert hij hem zover te krijgen zich wat opener te stellen voor het echte leven en moedigt hem aan om aan Sarah (Alexandra Stamler) te bekennen dat hij haar leuk vindt. Danny ziet hem namelijk steeds naar haar staren tijdens het rollenspel, waaraan zij meedoet als Esplen. Wheeler stemt de recalcitrante Ronnie wat milder door hem kennis te laten maken met de muziek van KISS, waarvoor Ronnie wel sympathie krijgt wanneer Wheeler hem vertelt dat eigenlijk alle liedjes metaforen zijn voor seks. Daarnaast leert hij hem hoe hij beter om kan gaan met en zo meer succes te hebben bij vrouwen, door minder grof tegen ze te praten en ze te observeren zonder dat ze zien dat hij kijkt.
Niettemin verpesten Danny en Wheeler elf uur voordat hun taakstraf vervuld zou zijn hun relaties met Augie en Ronnie. Augie heeft tijdens het rollenspel een discussie met King Argotron (Ken Jeong), waarna Danny het voor hem opneemt. Alleen wanneer Argotron grof wordt, vliegt Danny hem aan, waarna zowel hij als Augie verbannen worden van LAIRE. Wheeler verpest het bij Ronnie wanneer hij hem meeneemt naar een feest. Terwijl de jongen beneden computerspelletjes speelt, gaat Wheeler boven stiekem naar bed met basisschoollerares Linda (Jessica Morris). Hij blijft alleen zo lang weg, dat Danny uren nadat hij thuis zou moeten, zijn zelf naar huis loopt. Hij voelt zich voor de zoveelste keer in de steek gelaten door een vaderfiguur, waardoor zijn moeder Karen woedend is op Wheeler. Hij en Danny moeten het goed zien te maken om hun overige elf uur tijdstraf te vervullen, want anders moeten ze alsnog 150 dagen de gevangenis in. Ze willen het niet alleen daarom doen, maar ook omdat ze er inmiddels echt willen zijn voor de jongens, ook wanneer hun straf erop zit. Wheeler gaat daarom zijn oprechte excuses maken aan Karen en Ronnie en vertelt ze dat hij er voor de jongen wil zijn en blijven. Danny slikt zijn scrupules in en gaat Argotron smeken om Augie weer toe te laten tot LAIRE voor de aankomende veldslag, waarvan de winnaar de nieuwe koning van het spel wordt. Argotron stemt toe, maar zorgt er wel voor dat ze niet meer terug kunnen in hun oude clan. Daarom richt Danny een nieuwe clan op voor Augie om daarmee aan de veldslag mee te doen: KISS-my-Anthia. Hierin krijgt hij drie bondgenoten: Danny, Wheeler en Ronnie. Hun belangrijkste doelwit wordt Argotron, hoewel Esplen/Sarah ook nog een verrassing in petto blijkt te hebben. Door zijn deelname aan de veldslag komt Danny niet opdagen bij de rechtbank, waar Beth met hem had afgesproken om te proberen hem uit de gevangenis te houden. Wanneer zij hoort waar hij is, gaat ze kijken en ziet ze hem meer plezier en enthousiasme vertonen dan ze hem in tijden heeft zien doen.

## Rolverdeling
| - Seann William Scott - Anson (Wheeler) - Paul Rudd - Danny Donahue - Christopher Mintz-Plasse - Augie Farks - Bobb'e J. Thompson - Ronnie Shields - Elizabeth Banks - Beth - Jane Lynch - Gayle Sweeny - Ken Jeong - Koning Argotron - Ken Marino - Jim Stansel - Kerri Kenney - Lynette - A.D. Miles - Martin Gary | - Joe Lo Truglio - Kuzzik - Matt Walsh - Davith of Glencracken - Nicole Randall Johnson - Karen - Alexandra Stamler - Sarah - Carly Craig - Connie, Wheelers scharrel tijdens het Sturdy Wings-kamp - Jessica Morris - Linda - Vincent Martella - Artonius - David Wain - Chevron Baine - Amanda Righetti - Isabel - Tina Casciani - Gretchen |